# Mikuláš Zapletal
Mikuláš Zapletal (2. října 2000, Brandýs nad Labem) je český kanoista specializující se na sprintové disciplíny. V roce 2022 na Mistrovství Evropy v Banja Luce získal svou první individuální medaili ve sprintu v kategorii do 23 let. Spolu s Adamem Satkem a Vojtěchem Matějíčkem se stal mistrem světa ve francouzském Treignacu. V roce 2023 se stal nejrychlejším kajakářem na světě v kategorii do 23 let a získal titul mistra světa. Jeho technické dovednosti ho řadí mezi nejlepší kajakáře své generace.